# Квален, Фёдор Фёдорович
Фёдор Фёдорович Квален (Фридрих фон Вангенгейм Квален) (нем. Friedrich August Theodor von Wangenheim-Qualen; 4 мая 1791, Гольштейн, Шлезвиг-Гольштейн — 10 июля 1864, Аренсбург) — русский военный (майор) и государственный (земский исправник) деятель, известен как геолог и палеонтолог.

## Биография
Родился 4 мая 1778 года в Гольштейне.
Учился в городе Дерпте.
В 1814 году перешел на русскую военную службу, был зачислен юнкером в 3-й Егерский полк армии П. X. Витгенштейна. Принимал участие в сражениях при Арси-сюр-Обе, Фер-Шампенуазе, во взятии Парижа. При штурме Бельвильских высот Квален лишился левой руки. За участие в кампании 1814 года награждён Знаком отличия военного ордена (Георгиевский крест) и дважды повышен в чине. По окончании войны вернулся со своим полком в Россию и прослужил в нём до 1819 года.
После отставки служил земским исправником в Белебеевском уезде, позже — полицмейстером в Оренбургском крае. Затем вновь был зачислен на военную службу, где получил чин капитана. После женитьбы в 1825 году, перевелся на должность земского исправника в Челябинск, и в 1831 году в чине майора вышел в отставку.
Изучал палеонтологию и геологию. Занимался геологическим изучением Оренбургской, Уфимской и Самарской губерний. Некоторое время служил управляющим заводами Пашкова в Пермской губернии. Здесь открыл залежи мрамора у посёлка Баландино; собрал большую коллекцию окаменелостей, составившую основу коллекции музея оренбургского Неплюевского кадетского корпуса. В 1840-х годах он ещё раз посетил Оренбуржье, где сопровождал экспедицию английского ученого Родерика Мурчисона и российского естествоиспытателя графа фон Кайзерлинга. В 1842 году опубликовал первые сведения о шиханах Шахтау.
Передал геологические экспонаты в музеи Санкт-Петербурга и Москвы, в особенности пермские окаменелости, горные породы, собранные им.
Его работы с 1840 по 1852 годы печатались в «Записках Санкт-Петербургского Минералогического Общества» и «Вестнике Естественных Наук», издаваемом «Московским обществом испытателей природы».
Скончался 10 июля 1864 года в Аренсбург (Германия).

## Награды
- Георгиевский крест
- и другие[уточнить] (см. мундир на фото)

## Членство в обществах
- Московское общество испытателей природы
- Рижское общество естествоиспытателей
- Российское минералогическое общество

## Научные труды
Основные публикации:
- Вангенгейм фон Квален Ф. Ф. О черноземе в России. СПб.: тип. Королева и комп., 1854. [2], 52 с.
- Статьи в Бюллетене МОИП.